# دهستان میانکوه (مهریز)
دهستان میانکوه یا در زبان محلی پیشکوه یکی از دهستان‌های شهرستان مهریز در استان یزد است. 
این دهستان در شمال غرب شهرستان قرار گرفته و روستاهای طزنج، ثانی‌آباد ، منشاد، بنادک سادات، هنزا، درّه، گهور، گل افشان(گاو افشاد) از جمله روستاهای آن به شمار می‌روند.
میان کوه یکی از دهستانهای دوگانه ٔشهرستان مهریز استان یزد و آن محدود است از شمال و باختر به شهرستان تفت از جنوب به شهر مهریز و بخش نیر و از خاور به دهستان مهریز. 
هوای آن خوب و محل ییلاق مردم یزد است. میان کوه از ۱۴ آبادی با ۲۰۲۶۹ تن جمعیت تشکیل شده است و محصول عمده ٔ آن گردو و انار است. آب آن از چشمه و قنات تأمین می شود.
از بلوکات یزد و حد شمالی آن: حومه و مهریز، شرقی: مهریز و پشتکوه، جنوبی: پشتکوه، غربی: پیشکوه  مرکز: طرزجان، 
عده ٔ قراء ۱۴، مساحت آن ۱۶ فرسخ، جمعیت آن ۱۱۸۰۰ نفر است.